# سس رنچ
سس رنچ (انگلیسی: Ranch dressing) یک سس سالاد آمریکایی است که معمولاً از دوغ، نمک، سیر، پیاز، خردل، سبزی (معمولاً پیاز کوهی، جعفری و شوید) و ادویه جات (معمولاً فلفل سیاه، پاپریکا و دانه خردل آسیاب شده) تهیه می‌شود که در یک سس بر پایه سس مایونز یا امولسیون روغنی دیگر ترکیب می‌شود. گاهی خامه ترش و ماست را علاوه بر یا به عنوان جایگزین دوغ و مایونز استفاده می‌کنند.
رنچ از سال ۱۹۹۲، زمانی که سس ایتالیایی را پشت سر گذاشت، پرفروش‌ترین سس سالاد در ایالات متحده بوده‌است. همچنین در ایالات متحده و کانادا این سس، به عنوان دیپ و به عنوان طعم دهنده برای چیپس سیب‌زمینی و سایر غذاها محبوب است. در سال ۲۰۱۷، بر اساس مطالعه ای که توسط انجمن چاشنی‌ها و سس‌ها انجام شد، ۴۰ درصد از آمریکایی‌ها، رنچ را به عنوان سس مورد علاقه خود نام بردند.